# Nicostrato
Nella mitologia greca, Nicostrato era il nome dell'eroe greco figlio di Menelao e di Elena o di Pieride.

## Nella mitologia

### Nascita
Nicostrato è nato probabilmente dopo che la coppia reale tornò dalla battaglia di Troia, visto che i racconti del mito arrivati fino a noi indicavano che i due avessero un'unica figlia, Ermione, mentre Megapente era nato da un amore furtivo di Menelao. Gli altri figli della coppia si chiamano Eziola, Marafio e Plistene.

#### Pareri secondari
Secondo altre fonti tale Nicostrato era un altro figlio, gemello di Megapente che Menelao ebbe con la schiava etolica chiamata Pieride.

### Alla morte di Menelao
Alla morte del re di Sparta il popolo chiedeva che il suo successore fosse Oreste e non Nicostrato.